# Mignovillard
Mignovillard – miejscowość i gmina we Francji, w regionie Burgundia-Franche-Comté, w departamencie Jura. W 2013 roku populacja gminy wynosiła 768 mieszkańców. 
1 stycznia 2016 roku połączono dwie wcześniejsze gminy: Mignovillard oraz Communailles-en-Montagne. Siedzibą gminy została miejscowość Mignovillard, a nowa gmina przyjęła jej nazwę. 